# Wustermark
Wustermark es un municipio situado en el distrito de Havelland, en el estado federado de Brandeburgo (Alemania). Se formó en 2002 a consecuencia de la unión de cinco pueblos: Buchow-Karpzow, Elstal, Hoppenrade, Priort y Wustermark. Su población a finales de 2016 era de 9000 habs. y su densidad poblacional, 170 hab/km².